# Peter Weis

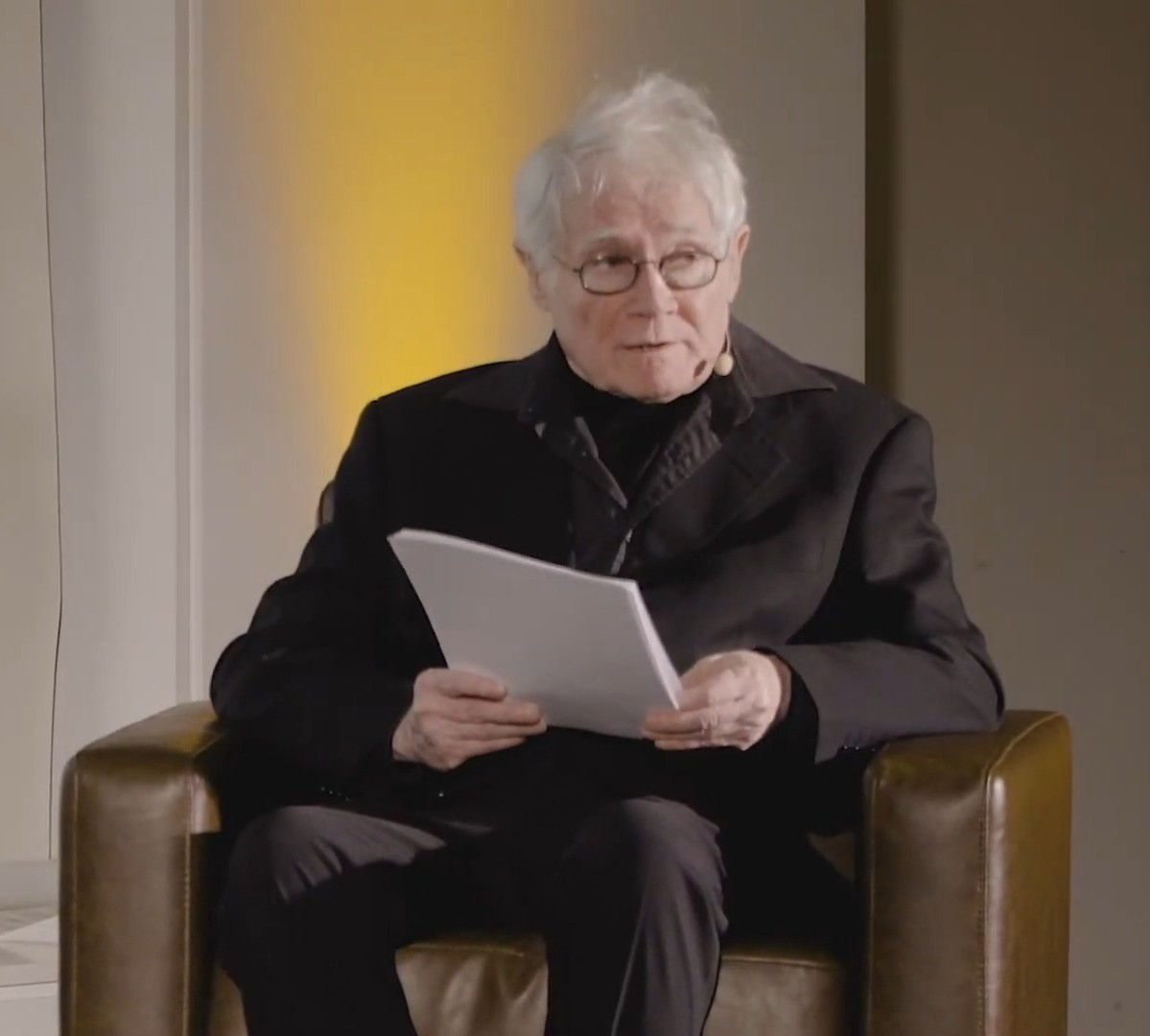
Peter Weis, 2020

Peter Weis (* 16. April 1938 in Bremen; † 5. Mai 2023; bürgerlich Peter Weis-Briel) war ein deutscher Schauspieler, Synchronsprecher, Hörspielsprecher und Hörbuchinterpret.

## Wirken

### Theater
Von 1960 bis 1963 absolvierte Peter Weis sein Schauspielstudium an der Hochschule für Musik und Theater Hannover. Während seiner Ausbildungszeit trat er im Kabarett Die Alte Leier auf. Seinem Diplom schloss sich ein dreijähriges Engagement am damaligen Landestheater, dem heutigen Staatstheater Darmstadt, an, gefolgt von einem zweijährigen Engagement am Deutschen Theater Göttingen. Dort agierte Weis unter anderem als Mortimer in Friedrich Schillers Trauerspiel Maria Stuart und in Autobus S von Raymond Queneau. Während der Spielzeit 1968/69 war Peter Weis am Deutschen Schauspielhaus in Hamburg aktiv, darunter als Moritz Spiegelberg in Schillers Drama Die Räuber, einer Inszenierung, die auch von der ARD aufgezeichnet wurde.
Weitere Stationen bildeten die Hamburger Kammerspiele, das Hamburger Theater im Zimmer unter der Leitung von Gerda Gmelin und das Hamburger Kleckstheater, in dem Weis in diversen Jugendstücken auftrat. 1981 übernahm er im Hamburger Trieb-und-Feder-Theater die Hauptrolle des Leutnant Vukhov im Kriegs–Monodrama Das Urteil von Barry Collins. In diesem zweieinhalbstündigen Solospiel, das auf einer wahren Begebenheit beruht, verteidigt ein Soldat sein Überleben auf Kosten seiner Kameraden vor einem Militärtribunal, das mit dem Theaterpublikum identisch ist und über die Zurechnungsfähigkeit des Hauptmanns richten soll. 1990 agierte Weis in der Rolle des Assessor Brack in Henrik Ibsens Hedda Gabler am Theater im Zimmer in Hamburg. Im Rahmen von Kabarett-Aufführungen trat Weis gelegentlich mit Henning Venske in Alma Hoppes Lustspielhaus auf.

### Hörproduktionen (Auswahl)
Ab 1969 war Peter Weis freischaffend tätig. Neben seiner Theaterarbeit wirkte er zunächst in Form von Hörspielen, Radio-Features und Literaturlesungen als Sprecher für mehrere Rundfunkanstalten. Zu den von ihm gelesenen Werken gehören unter anderem Die Wörter von Jean-Paul Sartre für den WDR, Der Rabbi von Bacharach von Heinrich Heine und Nicht der Mörder, der Ermordete ist schuldig! von Franz Werfel für Radio Bremen, Reisen damals, eine Sendereihe mit historischen Reiseberichten für den NDR, Der lange Weg zu Dir, ein Hörspiel nach Hedwig Courths-Mahler für den SDR, sowie weitere Produktionen für den Hessischen und den Bayerischen Rundfunk.
Im weiteren Verlauf übernahm Weis Haupt-, Neben- und Gastrollen in Publikationen verschiedener Hörspielverlage, darunter in der Abenteuer-Serie von EUROPA, in den Reihen Pater Brown und Hercule Flambeaus Verbrechen für den Verlag Maritim, Die vergessene Welt für Ripper Records, Verlorene Illusionen, Nachtzug nach Lissabon und Die Wolkenvolk-Trilogie für den Hörverlag München und Die Schwarze Sonne von Lausch – Phantastische Hörspiele. Als Hörbuchinterpret vertonte Weis zahlreiche Sherlock-Holmes-Erzählungen von Arthur Conan Doyle, Der seltsame Fall des Dr. Jekyll und Mr. Hyde von Robert Louis Stevenson und Das fahle Pferd von Agatha Christie.
Darüber hinaus war Peter Weis in öffentlichen Live-Lesungen zu hören, unter anderem mit Texten des Schriftstellers Arno Schmidt im Schlosstheater Celle, Naked Lunch von William S. Burroughs in der Hamburger Honigfabrik (2009), Die Handwerker kommen von und mit Peter Rühmkorf, Ulysses von James Joyce sowie mit diversen Lyrikprogrammen. Im Rahmen der bundesweiten Drei-Fragezeichen-Tournee Der seltsame Wecker – Live and Ticking trat Peter Weis im Herbst 2009 als Gastsprecher vor rund einhunderttausend Zuschauern auf.
Auch las er Jonas Jonassons Werk Der Hundertjährige, der aus dem Fenster stieg und verschwand für der Hörverlag als Hörbuch ein.

### Synchronisation
In der mehrfach ausgezeichneten US-amerikanischen  Serie Die Sopranos synchronisierte Weis ab 2001 den Schauspieler Tony Sirico in der Rolle des Paulie „Walnuts“ Gualtieri, ab 2003 war er in der australischen Kinder- und Jugendserie Die Pirateninsel auf Jim Daly als Dugal zu hören. Darüber hinaus lieh er zahlreichen Trickfiguren seine Stimme, unter anderem in den Serien Rugrats (ab 1995) und All Grown Up – Fast erwachsen (ab 2006).
In den Animes Naruto, D.Gray-Man, Gintama und Naruto Shippuden lieh Weis jeweils den Figuren Gennou, Bookman, Ken Katou und Danzou Shimura seine Stimme.

### Kino und Fernsehen
Neben seiner schauspielerischen Tätigkeit an verschiedenen Theaterbühnen agierte Peter Weis auch für Film- und Fernsehproduktionen vor der Kamera. In der ARD-Fernsehreihe Tatort übernahm er in der 1971 ausgestrahlten Folge Auf offener Straße die Hauptrolle des Matrosen Walter Hubert.
Unter der Regie von Tom Toelle folgte im selben Jahr das Drama Ein Vogel bin ich nicht. In Die Hermannsschlacht, einem historischen Kinofilm aus dem Jahr 1996, trat Weis in der Rolle des römischen Kaisers Augustus auf, dessen Dialoge in lateinischer Sprache gesprochen wurden.
Unter der Regie von Thomas Tielsch fungierte Weis 2005 in der Filmtank-Kinoproduktion Die Finsternis als Erzähler Louis Ferdinand Céline.

## Synchronarbeiten (Auswahl)

### Filme
- 1997: Für John Byner in Wes Craven’s Wishmaster als Doug Clegg
- 2003: Für Joe Alaskey in Die Rugrats auf Achse als Grandpa Lou Michaels
- 2007: Für Stephen Mendillo in The Invincible Iron Man als Boyer
- 2008: Für Peter Boyle in Belle – Der Weg zum Glück als Poovey (Synchro 2011)
- 2008: Für Peter Copley in The Color of Magic – Die Reise des Zauberers als Grauhals Spold
- 2009: Für Georgi Staykov in Verdammnis als Alexander Zalachenko
- 2010: Für Timothy West in Terry Pratchett – Ab die Post als Erzkanzler Ridcully
- 2010: Für Georgi Staykov in Vergebung als Alexander Zalachenko
- 2011: Für Tom Arnold in Die Legende des Kung Fu Kaninchens als Shifu (Synchro 2013)
- 2013: Für James Wilby in Der große Eisenbahnraub 1963 als Anwalt John Wheater
- 2013: Für Tony Sirico in Nicky Deuce als Charlie Cement
- 2014: Für Liam Hourican in Die Melodie des Meeres als Spud
- 2016: Für Karl Johnson in Shakespeare für Anfänger als Joseph
- 2018: Für Gwang Jang in The Great Battle als Sobeoldori
- 2019: Für Al Hamacher in The Best of Enemies als Stadtrat Charles Steele
- 2019: als der-Der-Alles-Weiß in Yakari – Der Kinofilm

### Serien
- 1999–2007: Für Tony Sirico in Die Sopranos als Peter Paul „Paulie Walnuts“ Gualtieri
- 2007: Für George Coe in King of Queens als Pater Biskup (Folge 9x11 „Getrennte Wege“)
- 2009: Für Mr. Geezer in Angelo
- 2013–2021: Für Keith Wickham in Thomas, die kleine Lokomotive als Norman

### Videospiele
- 2000: als Hellbeard in Flucht von Monkey Island
- 2005: als Yoda in Star Wars: Battlefront II
- 2011: als Mr. Sidekick in Dungeons
- 2011: als Crazy Joe, Carlson und Remus in Rage
- 2011: als Lokir, Proventus Avenicci, Kodlak Weiß-Mähne, Octieve San, Verner Felsen-Werfer u. a. in The Elder Scrolls V: Skyrim
- 2011: als Doctor Lokin in Star Wars: The Old Republic
- 2012: als Bürgermeister Lotek in Deponia
- 2012: als Slackjaw in Dishonored: Die Maske des Zorns
- 2014: als Naurim in Das Schwarze Auge: Blackguards
- 2014: als Vermieter Marconi in Randals Monday
- 2015: als Blake Abernathy in Fallout 4
- 2016: als Liborio Barbadoro in Deus Ex: Mankind Divided
- 2017: als Luka Golubkin in Prey
- 2017: als HIVE in Everspace
- 2019: als Vitalis in A Plague Tale: Innocence
- 2020: als Heinrich Steinmetz in Iron Harvest
- 2020: als Pepe in Mafia: Definitive Edition
- 2023: als HIVE in Everspace 2
- 2024: als Palmer in Final Fantasy VII Rebirth

## Privatleben
Peter Weis war verheiratet und Vater zweier Töchter. Er lebte in Hamburg und starb am 5. Mai 2023 im Alter von 85 Jahren.